# Onthophagus tibialis
Onthophagus tibialis là một loài bọ cánh cứng trong họ Bọ hung (Scarabaeidae).